# ЗІЛ-131
ЗІЛ-131 — радянський вантажний автомобіль, створений у 1966 році. Вироблявся на Московському автозаводі імені Лихачова. Має колісну формулу 6х6, створювався як заміна вантажівки ЗІЛ-157.
Значна частина цих машин виготовлялася для Радянської Армії.

## Опис

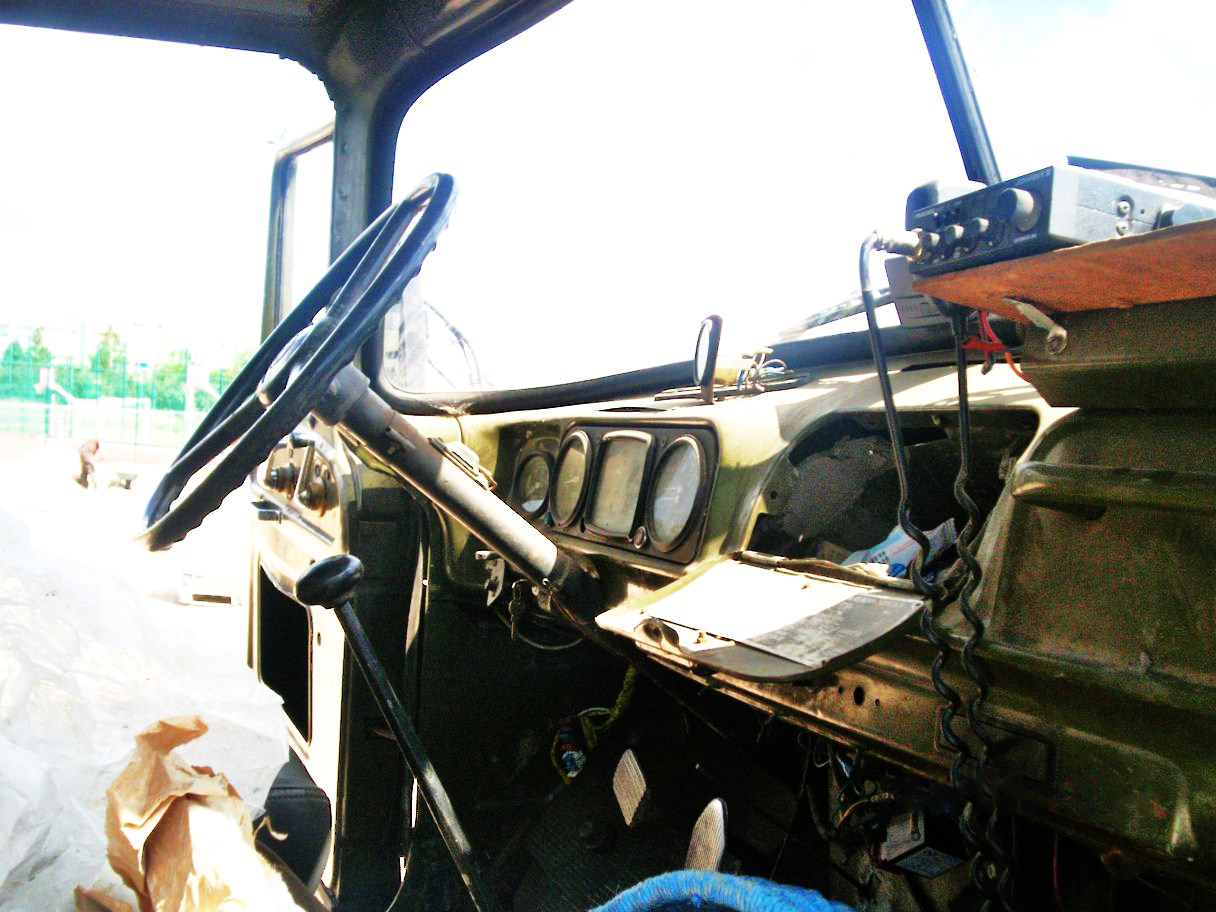

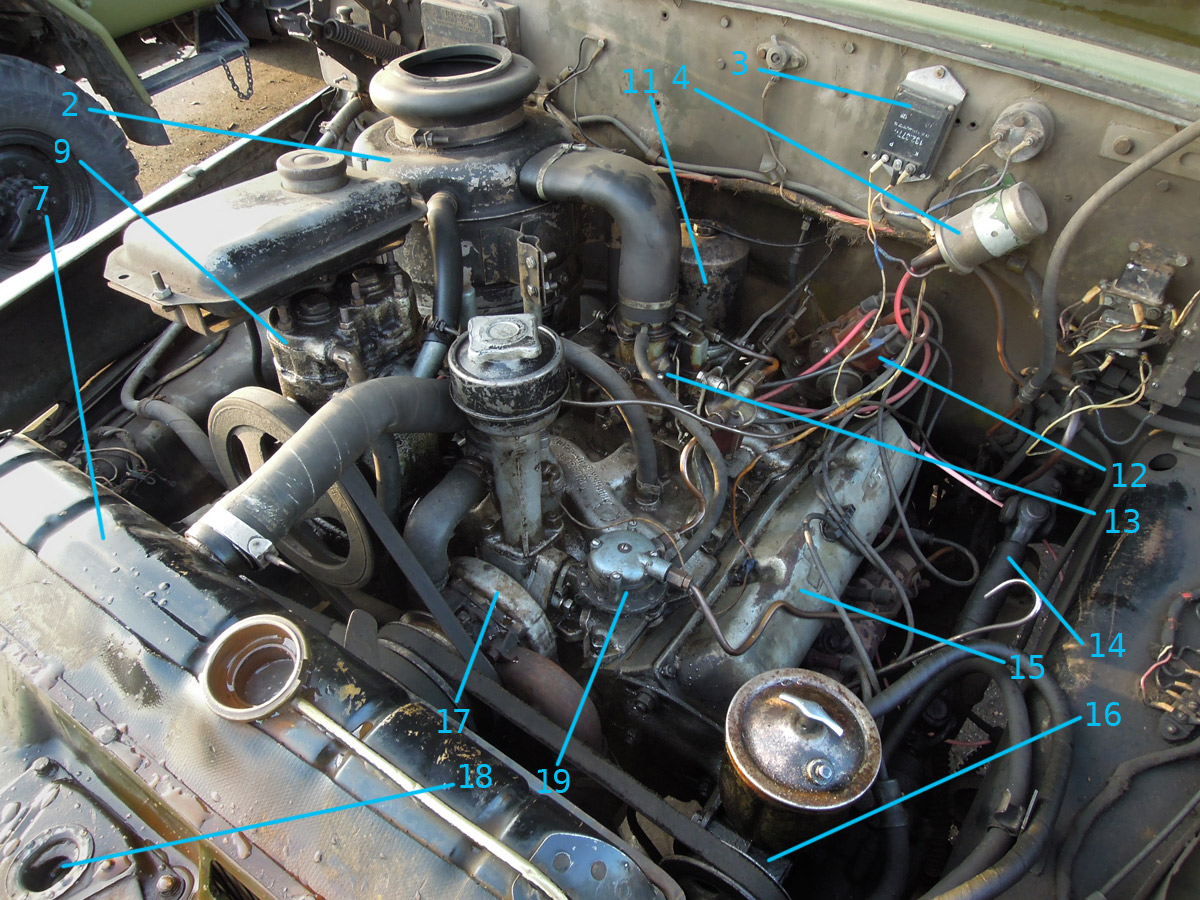
Двигун

ЗІЛ-131 — третє покоління вантажівок ЗІЛ. Кузов — дерев'яна платформа з відкидним заднім бортом, в ґратках бічних бортів передбачені відкидні лавки на 16 посадочних місць, є додаткова середня знімна лавка на 8 місць, кузов накривається тентом на встановлювані дуги. На відміну від ЗІЛ-157, на ЗІЛ-131 встановлений V-подібний 8-циліндровий двигун потужністю 150 к.с., уніфікований з двигуном автомобіля ЗІЛ-130, гідропідсилювач керма Електропневматичний привід включення переднього моста вмикається тумблером на панелі приладів, а також при включенні важелем понижувальної передачі в роздавальній коробці. У КПП на 2-й і 4-й передачі є замки, що запобігають мимовільному вимиканню передачі, наприклад при гальмуванні двигуном на спуску. Була застосована безконтактна система запалювання з електронним комутатором, більш потужний автомобільний генератор змінного струму. На випадок виходу з ладу електронного комутатора є аварійний генератор імпульсів, що дозволяє рухатися своїм ходом до 30 годин без істотної втрати динаміки.

## Двигун
Двигун ЗІЛ-131 бензиновий, V-подібний, восьмициліндровий, чотиритактний, карбюраторний, з рідинним охолодженням, об'ємом 6,0 л, потужністю 150 к.с., крутним моментом 402 Нм.
Розхід пального - 49 л на 100 км

## Модифікації
- ЗІЛ-131 — базова модель, виготовлялась з 1966 по 1986 рр.;
- ЗІЛ-131А — версія ЗІЛ-131 з неекранованим електроустаткуванням;
- ЗІЛ-131В — сідловий тягач, виготовлявся з 1967 по 1986 рр.;
- ЗІЛ-131Н — модернізована версія ЗІЛ-131, виготовлялась з 1986 по 2002 рр.;
- ЗІЛ-131НВ — модернізована версія ЗІЛ-131В, виготовлялась з 1986 по 2002 рр.;
- ЗІЛ-131С — дослідний сільськогосподарський самоскид, в 1966 році виготовлено всього 2 екземпляри;
- ЗІЛ-137-137Б — повнопривідний автопоїзд (10x10), що складався з сідлового тягача ЗІЛ-137 та двовісного десятитонного напівпричепа ЗІЛ-137Б з активними осями та гідроприводом.

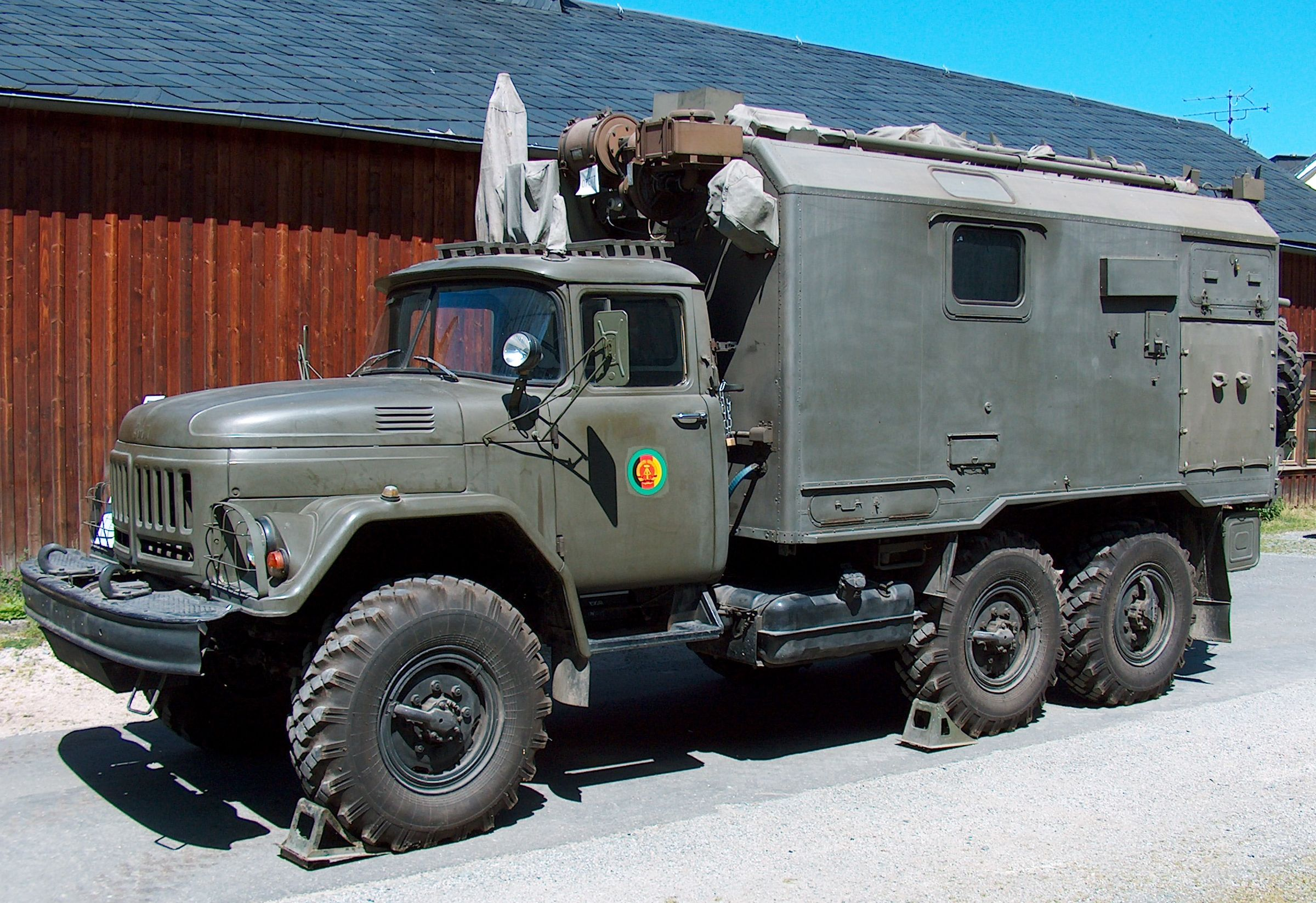
ЗІЛ-131
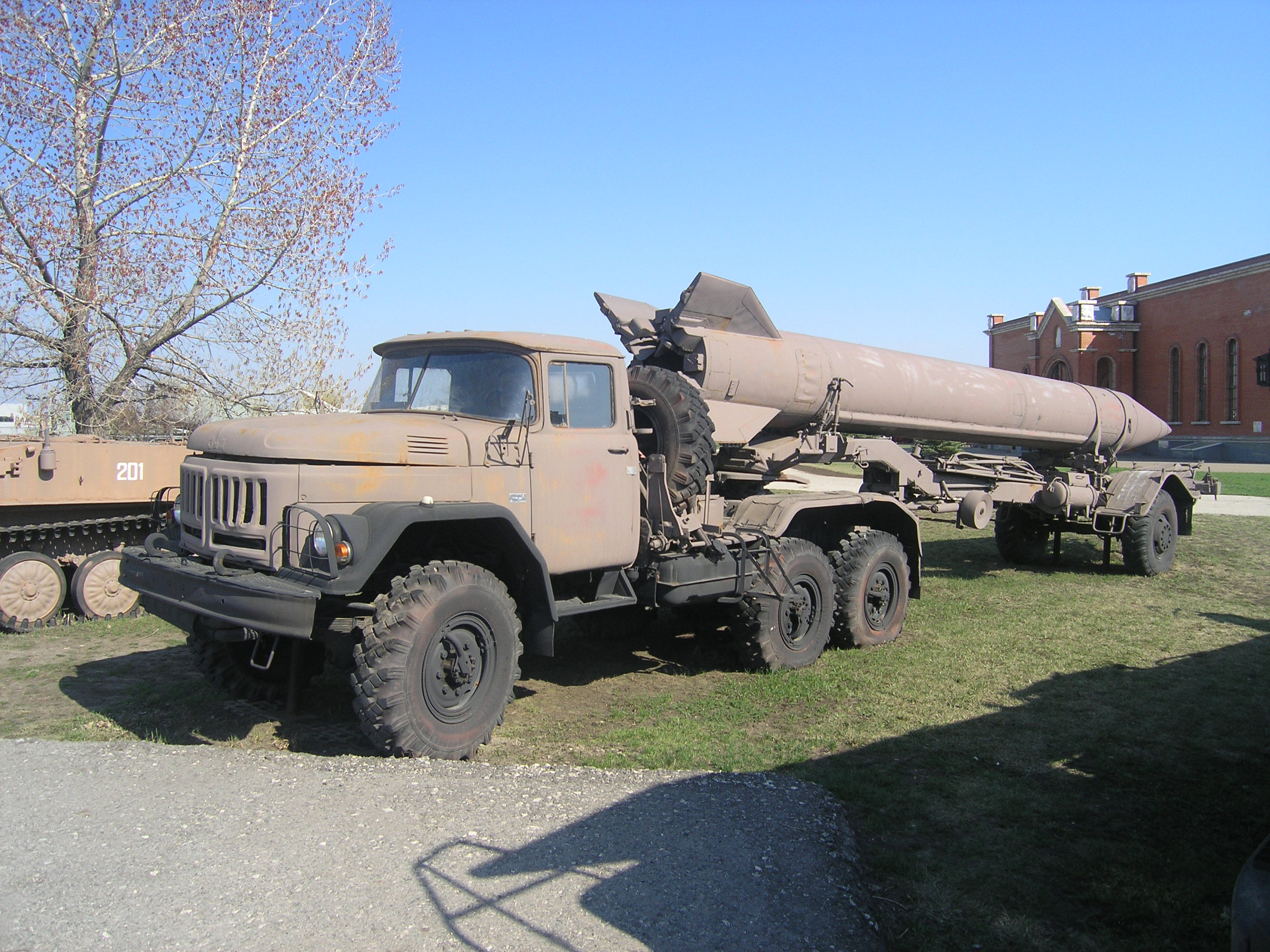
Сідловий тягач ЗІЛ-131В
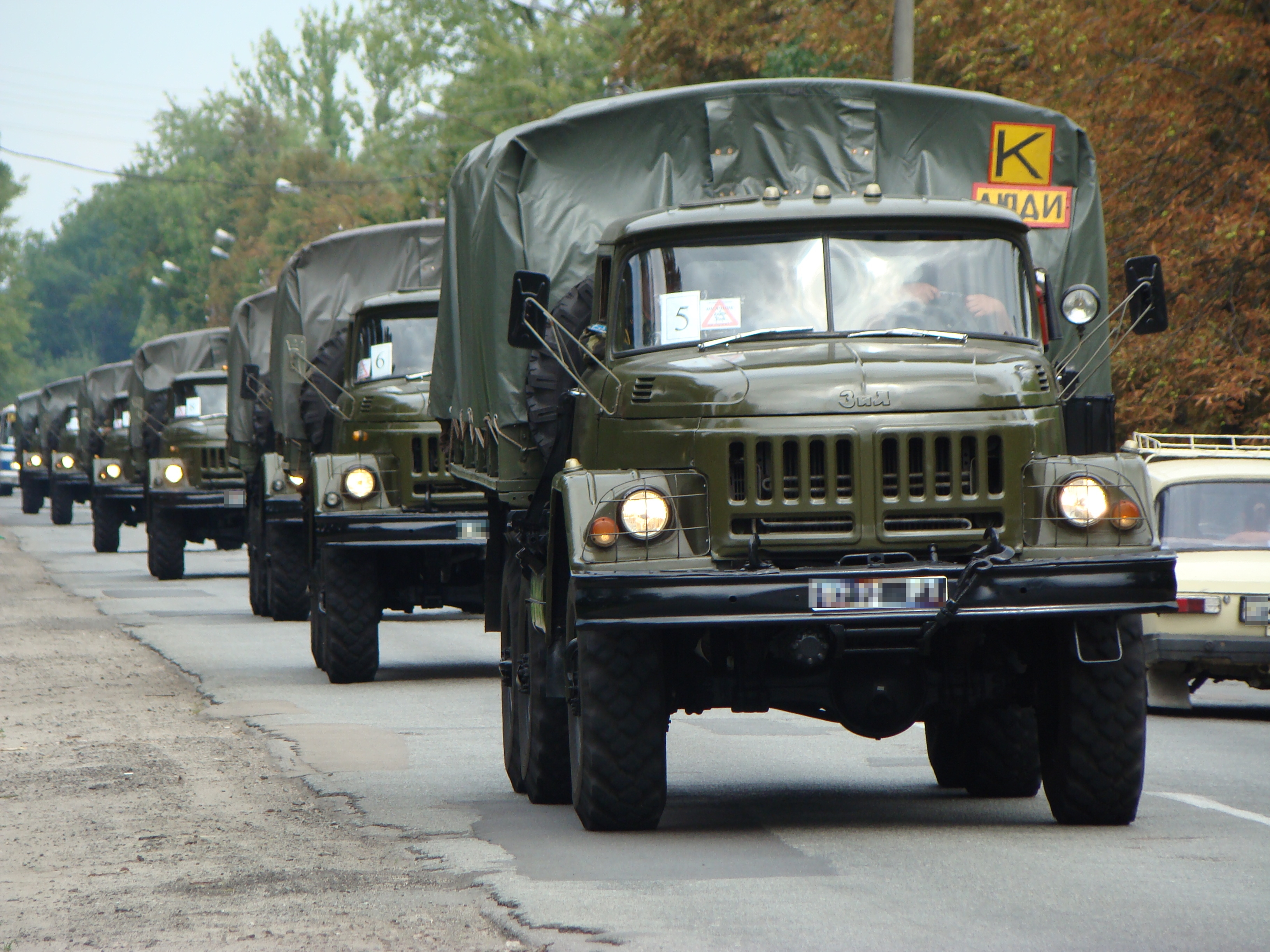
Автоколона автомобілів ЗІЛ-131
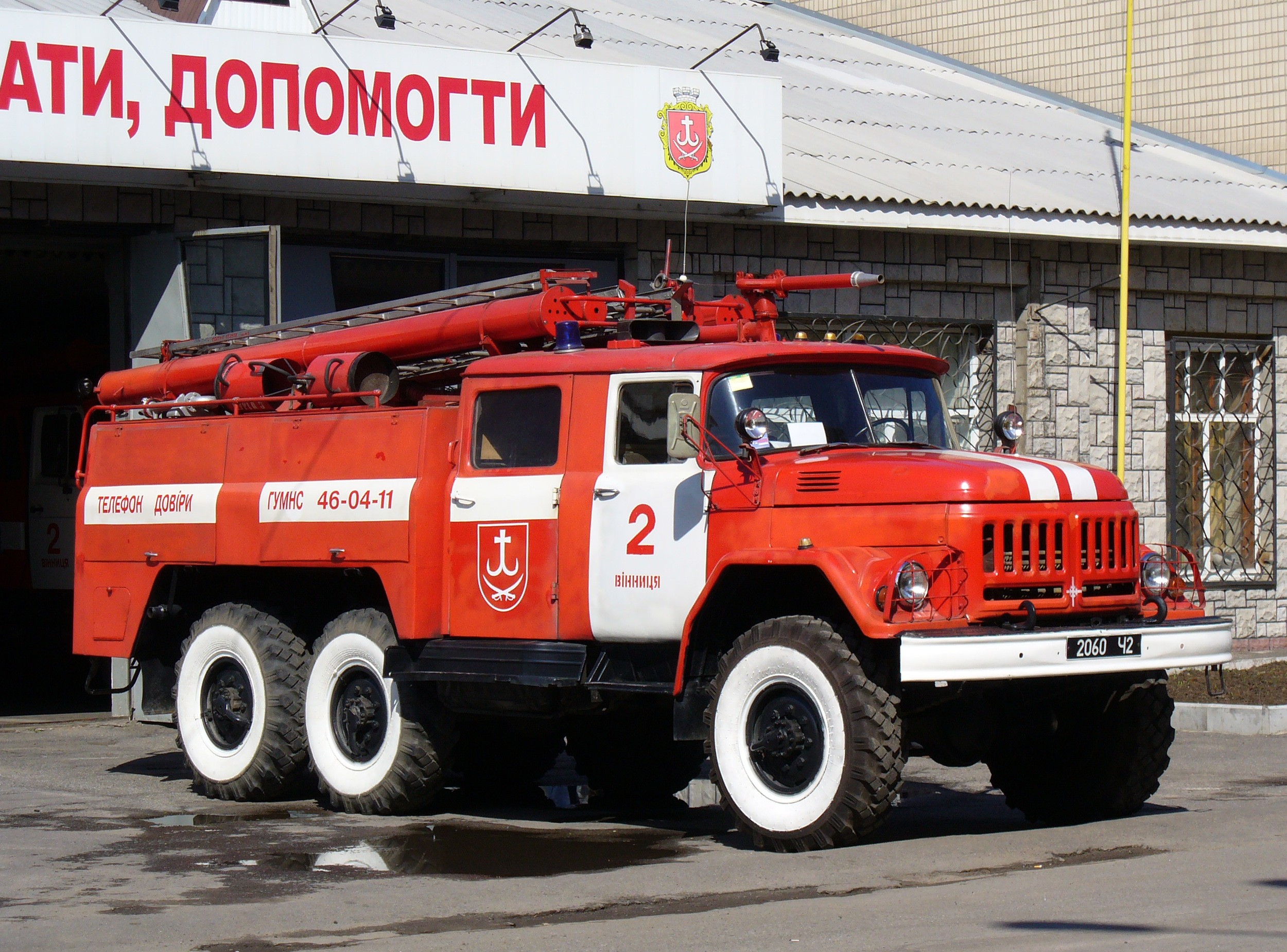
Автоцистерна пожежна АЦ-40(131)137А
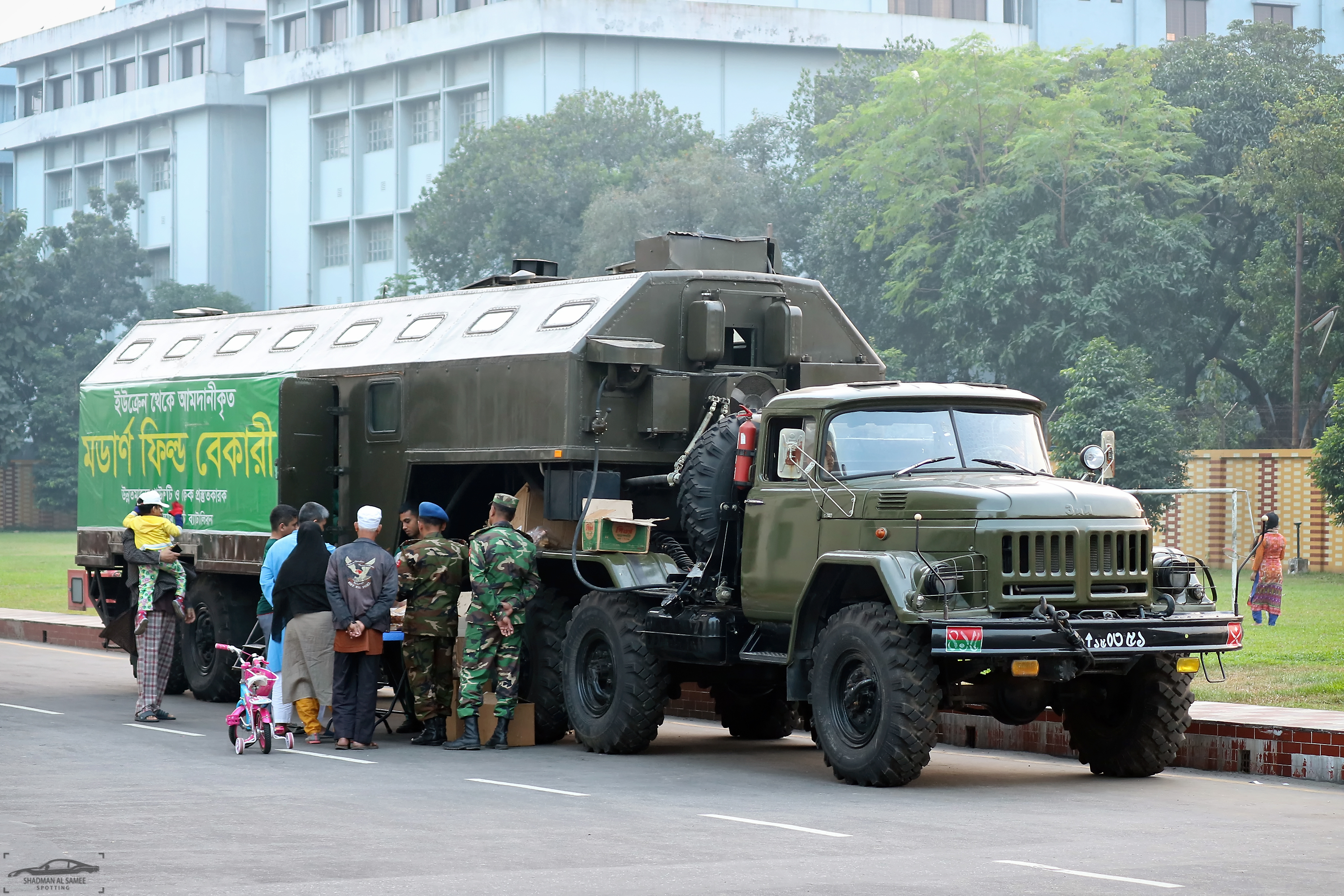
ЗІЛ-137

## Оператори

### Україна
В квітні 2021 року стало відомо, що вінницьке Державне підприємство «45-й експериментальний механічний завод» буде встановлювати німецькі дизельні двигуни Deutz на автомобілі ЗіЛ-131 української армії.
Йдеться про машини, що використовуються як шасі для танкоремонтних майстерень ТРМ-80, майстерень техобслуговування МТО-80Д та рухомих ремонтно-зарядних станцій ПРЗС–70Д.
Підприємство вже виконує ремоторизацію низки зразків спеціальної техніки на дизельні двигуни Д245.9 білоруського виробництва. Наразі підприємство закуповує двигуни Deutz BF4M2012C в зборі з механічною коробкою перемикання передач Eaton ZY05306 FS H5206B LH ZIL.
Німецький двигун легший за білоруський — 391 кг проти 530 кг, та потужніший — 103 кВт проти 100 кВт. Витрата палива також менша у Deutz — 202 г/кВт·г проти 215 г/кВт·г у білоруського Д.245. Орієнтовна витрата пального модернізованого автомобіля становить 25 л/100 км.

## Бойове застосування
Під час російського вторгнення в Україну російські військові покинули  2 автомобілі ЗІЛ-131, 8 автомобілів було захоплено українськими військовими та 34 знищено. Окрім того, українські військові захопили 1, а також знищили 2 автоцистерни на базі ЗІЛ-131.